# Prompted by Jealousy
Prompted by Jealousy è un cortometraggio muto del 1913 diretto da Hardee Kirkland. Prodotto dalla Selig Polyscope Company e sceneggiato da Frank Giolma, il film aveva come interpreti Carl Winterhoff, Adrienne Kroell, Jack Nelson, Harry Lonsdale, Lyllian Leighton.

## Trama
Gelosa e vendicativa perché è stata respinta da Jack Venning, la signora Morton, quando sente per caso che il giovane confida alla sorella di essere nei guai per avere emesso un assegno non coperto a causa di un debito di gioco, decide di sfruttare la situazione. Fa scivolare non vista una sua preziosa collana dentro alla borsetta di Laura Venning che, che quando viene scoperta la sparizione del gioiello, viene accusata di furto. Per fortuna Laura può contare sull'aiuto dell'agente Martin, al quale, in precedenza aveva salvato il figlio. Le sue indagini, infatti, porteranno alla fine alla verità-

## Produzione
Il film fu prodotto dalla Selig Polyscope Company.

## Distribuzione
Distribuito dalla General Film Company, il film - un cortometraggio di una bobina - uscì nelle sale cinematografiche statunitensi il 6 gennaio 1913.